# Moultrie megye
Moultrie megye az Amerikai Egyesült Államokban, azon belül Illinois államban található. Megyeszékhelye és legnagyobb városa Sullivan. Lakosainak száma 14 526 fő (2020. április 1.). Moultrie megye Piatt, Coles, Douglas, Shelby és Macon megyékkel határos.

## Népesség
A megye népességének változása:
| Lakosok száma | 14 843 | 14 893 | 14 946 | 14 876 | 14 931 | 14 526 |
|               | 2010   | 2011   | 2012   | 2013   | 2015   | 2020   |